# Gonaïves (arrondissement)
Gonaïves (em crioulo Gonayiv) é um arrondissement do Haiti, situado no departamento do Artibonite. De acordo com o censo de 2003, Gonaïves tem uma população total de 263858 habitantes.

## Comunas
O arrondissement de Gonaïves é composto por três comunas.
- Ennery
- Estère
- Gonaïves